# Finnkino
Finnkino Oy és un distribuïdor de cinema finès i la cadena de cinema més gran de Finlàndia. Va ser fundada l'any 1986 com una unió de 34 empreses que treballen en la indústria cinematogràfica. Opera un total de 16 cinemes a onze ciutats. També té filials a Letònia, Lituània i Estònia, operades amb els noms de Forum Cinemas i Forum Distribution.
El complex de sales de cinema més gran de Finnkino és Tennispalatsi a Hèlsinki i la seva seu es troba a Ruskeasuo, Hèlsinki.

## Història
Finnkino Oy es va fundar a Hèlsinki el 28 d'octubre de 1986, quan el món del cinema finlandès necessitava una nova empresa que s'ocupés de la venda de pel·lícules als cinemes. Arno Carlstedt, que havia produït la pel·lícula de Mikko Niskanen Käpy selän alla (1966), va ser escollit com a primer director general de la companyia. Carlstedt va ser director general durant uns anys. Spede Pasanen va ser elegit com el primer president de la junta. Adams Filmi Oy, O.Y. Kinosto, Ky Kino Savoy i 31 companyies més de la indústria cinematogràfica es van fusionar.
El 1994, Finnkino va ser adquirit pel Grup Rautakirja, que es va convertir en una divisió del Grup Sanoma el 1999. El 2002 ambdues companyies es van fusionar
El 2006, Finnkino es va fer càrrec de la distribució finlandesa en salesde pel·lícules dels estudis socis de United International Pictures, Paramount Pictures (incloses pel·lícules de DreamWorks) i Universal Pictures, després que UIP decidís traslladar la seva base de distribució finlandesa de Buena Vista International durant diversos anys.
El març de 2011, Sanoma va vendre Finnkino a la societat d'inversió de capital sueca Ratos per 116 milions d'euros. L'abril de 2015, Ratos va vendre Finnkino a la companyia d'inversió britànica Bridgepoint.
A principis de 2017, AMC Theatres va adquirir Finnkino i altres cadenes de cinema escandinaus i bàltics com a part de la seva adquisició de Nordic Cinema Group a l'empresa de capital privat Bridgepoint i a la companyia de mitjans sueca Bonnier per gairebé 870 milions d'euros.

## Sales
Pel 2021, Finnkino gestionava un total de setze sales de cinema multiplex diferents en onze ciutats finlandeses:
| Sales de Finnkino | Sales de Finnkino | Sales de Finnkino | Sales de Finnkino |
| Llox              | Cinema            | Sales             | Imatge            |
| ----------------- | ----------------- | ----------------- | ----------------- |
| Espoo             | Omena             | 7                 |                   |
| Espoo             | Sello             | 6                 |                   |
| Hèlsinki          | Kinopalatsi       | 10                |                   |
| Hèlsinki          | Tennispalatsi     | 14                |                   |
| Hèlsinki          | Itis              | 9                 |                   |
| Hèlsinki          | Maxim             | 2                 |                   |
| Jyväskylä         | Fantasia          | 6                 |                   |
| Kuopio            | Scala             | 7                 |                   |
| Lahti             | Kuvapalatsi       | 6                 |                   |
| Lappeenranta      | Strand            | 4                 |                   |
| Oulu              | Plaza             | 8                 |                   |
| Pori              | Promenadikeskus   | 5                 |                   |
| Tampere           | Cine Atlas        | 4                 |                   |
| Tampere           | Plevna            | 10                |                   |
| Turku             | Kinopalatsi       | 9                 |                   |
| Vantaa            | Flamingo          | 6                 |                   |
| Raisio            | Luxe Mylly        | 6                 |                   |